# René Burri
René Burri (Zúrich, 9 de abril de 1933 - Ib., 20 de octubre de 2014) fue un fotógrafo y realizador cinematográfico suizo. 

## Biografía
Estudió en la «Escuela de Artes Decorativas de Zúrich» (1950-1953), donde aprendió a componer con la luz y a considerar a esta en relación con las sombras. 

De esas clases, que forman su mirada, nace el «toque Burri»: la elegancia depurada de una composición, el juego sutil, abierto y significativo de las líneas sólidas de una imagen.

Se adscribe a la «fotografía humanista» dominante en el París de los años cincuenta y allí fotografía momentos especiales y delicados, al estilo de Izis y Doisneau. Sin embargo, tomando luego como modelo a Cartier-Bresson, Burri inicia la búsqueda de fotografías documentales más densas que el reflejo de simples anécdotas. Asistente de cámara de Ernest Hininger, empezó a rodar también pequeños documentales. 
En 1955 ingresó en la Agencia Magnum y empezó a viajar por todo el mundo, realizando tanto retratos como paisajes, reportajes políticos y sociales, fotografía de arquitectura e industria, etc. En 1982 abrió en París la Galería Magnum, junto con Bruno Barbey. Desde 1988 era director artístico de la revista Schweizer Illustrierten.
Entre sus fotografías más famosas destacan una foto de la ciudad de São Paulo (Brasil) y una foto de Che Guevara.